# Cubodesmus prominens
Cubodesmus prominens är en mångfotingart som beskrevs av Loomis 1938. Cubodesmus prominens ingår i släktet Cubodesmus och familjen Chelodesmidae. Inga underarter finns listade i Catalogue of Life.